# Stomatocolpodia verticalis
Stomatocolpodia verticalis är en tvåvingeart som beskrevs av Fedotova 2004. Stomatocolpodia verticalis ingår i släktet Stomatocolpodia och familjen gallmyggor. Inga underarter finns listade i Catalogue of Life.